# Johann Christoph Wiedemann
Johann Christoph Wiedemann (* 19. Dezember 1730 in Stolberg (Harz); † Januar 1794) war ein deutscher Orgelbauer.

## Leben

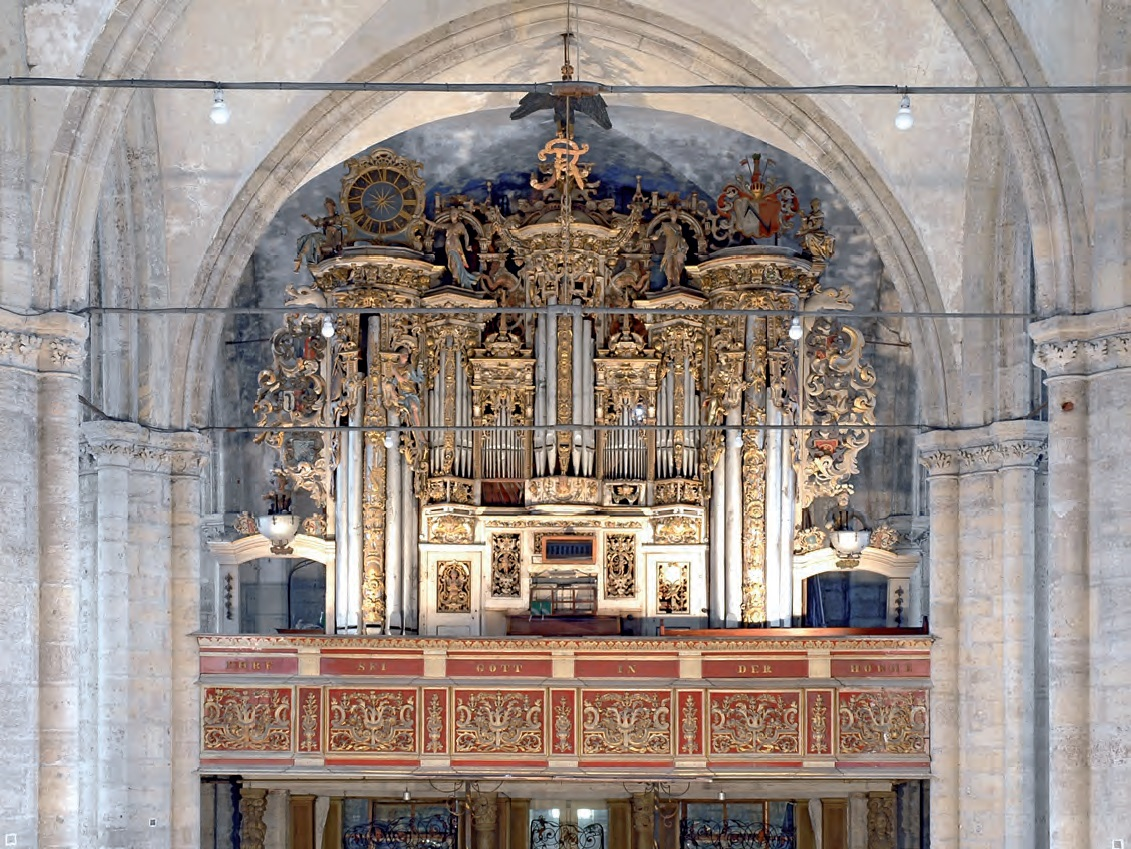
Prospekt der Gröninger Orgel

Johann Christoph Wiedemann war Mitarbeiter von Johann Adolarius Papenius und übernahm um 1761 die Orgelwerkstatt von Papenius in Halberstadt, da Papenius wahrscheinlich keine Kinder hatte, die die Orgelbautradition seiner Familie weiterführen konnten. Im Jahre 1768 reparierte Wiedemann die Orgel in der St.-Jacobi-Kirche in Göttingen, für die St.-Albani-Kirche erstellte er im selben Jahr einen Kostenvoranschlag. 1769 erfolgte die Reparatur der Orgel in der St. Sixti-Kirche von Johann Heinrich Gloger (1721) in Northeim wegen des schlechten Zustands.

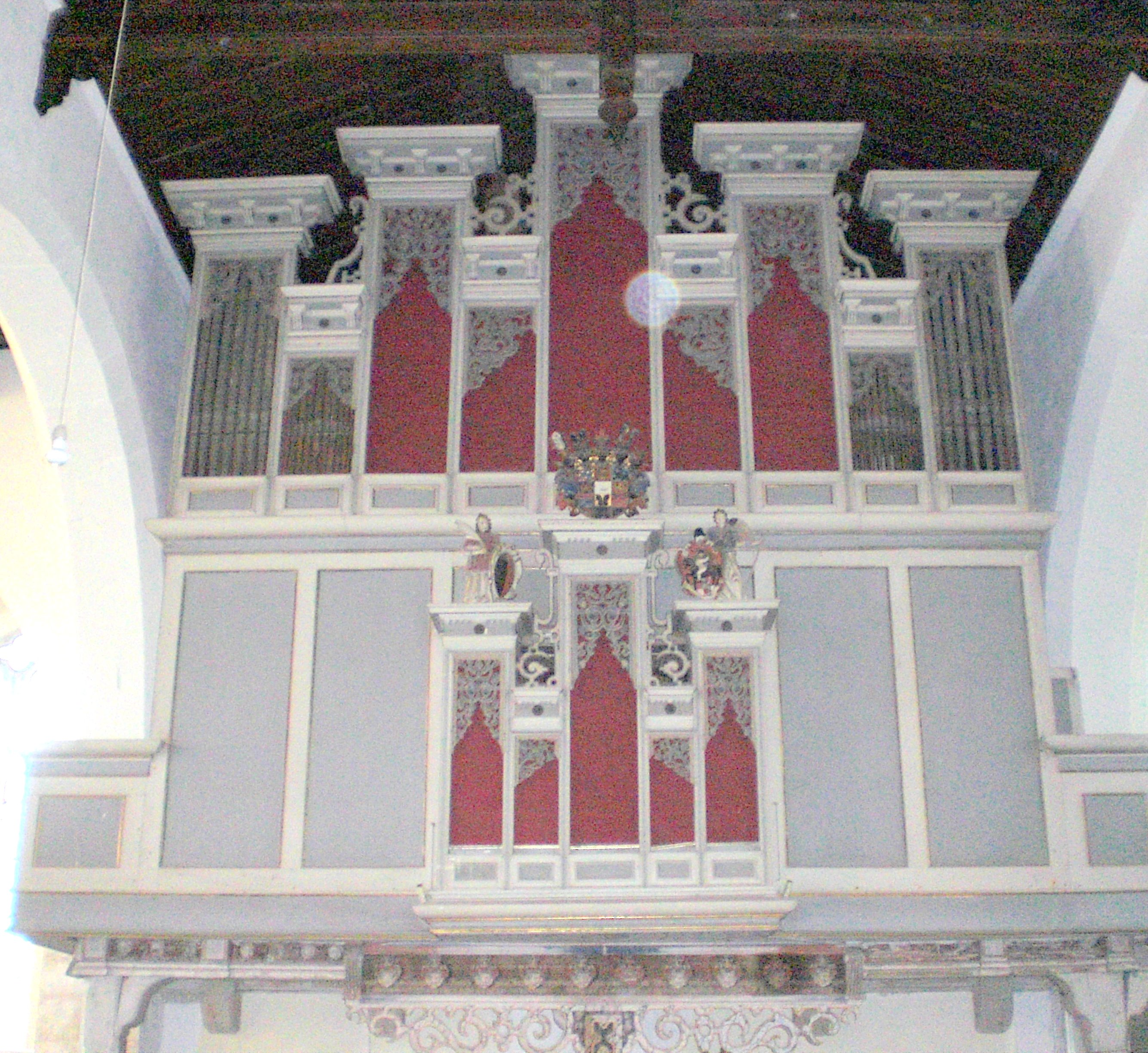
Compenius-Reubke-Orgel in Kroppenstedt

Im Jahre 1770 wurde auf Befehl des preußischen Königs Friedrich II. die sogenannte Gröninger Orgel von Schloss Gröningen, welches abgerissen werden sollte, nach Halberstadt in die St.-Martini-Kirche verbracht, in der Andreas Werckmeister ein halbes Jahrhundert zuvor Organist gewesen war. Wiedemann wurde mit dieser Arbeit beauftragt, nachdem Papenius die Orgel noch inventarisiert hatte. Wiedemann baute noch neun neue Register und ein Glockenspiel in das Instrument ein. Außerdem wurden „Ohren“ an beiden Seiten der Pedaltürme mit zwei Paukenschlägern und einigen dekorativen Elementen angebracht.
Im Jahre 1774 bat der Kroppenstedter Pfarrer Christoph Herman schriftlich den preußischen König, den damaligen Landesherrn, um Unterstützung für eine dringend erforderliche Reparatur der 1613 geweihten Orgel von Esaias Compenius dem Älteren der St.-Martini-Kirche in Kroppenstedt.
Das königliche Konsistorium forderte, dass neben dem Orgelbauer Schlesinger (wahrscheinlich ist Johann Michael Schlesier (1718–1788) gemeint) aus Halberstadt, der schon einen Kostenvoranschlag erstellt hatte, auch der Orgelbauer Johann Christoph Wiedemann einen Anschlag erstellen sollte. Wiedemann schrieb nach einer Untersuchung des Instruments:
Pfeiff-Werk in der ganzen Orgel ist sehr schadhaft, theils fehlen welche, theils klingen sie gar nicht, besonders die Rohrwerke sprechen gar nicht an. Die Pompesen in denen Windladen sind sehr schadhaft, wodurch der Wind weg geht. In der Abstractur und Registratur findet sich auch mancher Fehler. Bälge sind ganz ruiniert, die müssen ausgenommen und ganz neu beledert werden, Pfeiffwerk auseinandergenommen von Staub und Treck gereinigt.
Auf Verfügung des Konsistoriums führte 1774 Johann Christoph Wiedemann auf Kosten der Kirchengemeinde die Reparatur der Orgel aus.
Im Jahre 1776 reparierte er die Orgel der St.-Trinitatis-Kirche in Derenburg.
Bis 1792 baute, erweiterte und pflegte er die von Papenius errichtete Orgel in Rohrsheim. Wiedemann starb im Januar 1794 wahrscheinlich in Halberstadt.

## Werk
Die Größe der Instrumente wird in der fünften Spalte durch die Anzahl der Manuale und die Anzahl der klingenden Register in der sechsten Spalte angezeigt. Ein großes „P“ steht für ein selbstständiges Pedal, ein kleines „p“ für ein angehängtes Pedal. Eine Kursivierung zeigt an, dass die betreffende Orgel nicht mehr erhalten ist.
| Jahr      | Ort           | Gebäude                | Bild\|             | Manuale | Register | Bemerkungen |
| --------- | ------------- | ---------------------- | ------------------ | ------- | -------- | --- |
| 1761      | Huysburg      | Klosterkirche          |                    | II/P    | 27       | 1760 durch Papenius begonnen, 1761 durch Wiedemann beendet; 1983 durch die Orgelbaufirma Eule aus Bautzen neues Werk eingebaut; Gehäuse ist erhalten.                     |
| 1763      | Vogelsdorf    | Dorfkirche St. Nikolai |                    |         |          | Bau beruhte noch auf Kostenvoranschlag von Papenius aus dem Jahre 1761;1859 Orgel ersetzt von Orgelbauer Richard Voigt aus Halberstadt                                    |
| 1766      | Krottorf      | St. Severi             |                    |         |          | [ 6 ] |
| 1768      | Schneidlingen | Sankt-Sixti-Kirche     |                    |         |          | 1795 Neubau durch Christian Boden |
| 1777/1778 | Neindorf      | Schlosskirche          | Bilder der Orgel → | II/P    | 23       | 2010/2011 restauriert, dabei Wiedereinbau des Glockenspiels und Entfernung später eingebauter Pfeifen; wahrscheinlich die einzig erhaltene neugebaute Orgel von Wiedemann |
| 1787      | Staßfurt      | Kirche                 |                    |         |          | Kosten 417 Rthl. |